# Olympische Sommerspiele 2024/Leichtathletik – 4 × 400 m (Mixed)
Die 4-mal-400-Meter-Staffel als Mixed-Wettbewerb bei den Olympischen Spielen 2024 in Paris fand am 2. August 2024 (Vorläufe) und am 3. August 2024 (Finale) im Stade de France statt.

## Aktuelle Titelträger
| Olympiasieger                        | Polen              | 3:09,87 min | Tokio 2020     |
| Weltmeister                          | Vereinigte Staaten | 3:08,80 min | Budapest 2023  |
| Europameister                        | Irland             | 3:09,92 min | Rom 2024       |
| Nord-/Zentralamerika-/Karibikmeister | Vereinigte Staaten | 3:12,05 min | Freeport 2022  |
| Südamerikameister                    | Kolumbien          | 3:14,79 min | São Paulo 2023 |
| Asienmeister                         | Indien             | 3:14,70 min | Bangkok 2023   |
| Afrikameister                        | Südafrika          | 3:13,12 min | Douala 2024    |
| Ozeanienmeister                      | Neuseeland         | 3:26,12 min | Suva 2024      |

## Rekorde

### Bestehende Rekorde
| Weltrekord         | Vereinigte Staaten (Justin Robinson, Rosey Effiong, Matthew Boling, Alexis Holmes)   | 3:08,80 min | Budapest, Ungarn    | 19. August 2023 |
| Olympischer Rekord | Polen (Karol Zalewski, Natalia Kaczmarek, Justyna Święty-Ersetic, Kajetan Duszyński) | 3:09,87 min | Finale Tokio, Japan | 31. Juli 2021   |

### Rekordverbesserungen
Es wurden während des Wettkampfes ein neuer Weltrekord, ein neuer Kontinentalrekord sowie acht neue Nationalrekorde aufgestellt.
- Weltrekord:
  - 3:07,41 min – Vereinigte Staaten (Vernon Norwood, Shamier Little, Bryce Deadmon, Kaylyn Brown), Vorlauf 1 am 2. August 2024
- Kontinentalrekord:
  - 3:07,43 min (Europarekord) – Niederlande (Eugene Omalla, Lieke Klaver, Isaya Klein Ikkink, Femke Bol), Finale am 3. August 2024
- Nationalrekorde:
  - 3:10,60 min – Frankreich (Muhammad Kounta, Louise Maraval, Téo Andant, Amandine Brossier), Vorlauf 1 am 2. August 2024
  - 3:10,74 min – Belgien (Jonathan Sacoor, Helena Ponette, Kévin Borlée, Naomi Van Den Broeck), Vorlauf 1 am 2. August 2024
  - 3:11,06 min – Jamaika (Reheem Hayles, Junelle Bromfield, Zandrion Barnes, Stephenie Ann McPherson), Vorlauf 1 am 2. August 2024
  - 3:12,77 min – Schweiz (Charles Devantay, Giulia Senn, Lionel Spitz, Yasmin Giger), Vorlauf 1 am 2. August 2024
  - 3:10,61 min – Großbritannien (Samuel Reardon, Laviai Nielsen, Alex Haydock-Wilson, Nicole Yeargin), Vorlauf 2 am 2. August 2024
  - 3:11,99 min – Nigeria (Samuel Ogazi, Ella Onojuvwevwo, Ifeanyi Emmanuel Ojeli, Patience Okon George), Vorlauf 2 am 2. August 2024
  - 3:08,01 min – Großbritannien (Samuel Reardon, Laviai Nielsen, Alex Haydock-Wilson, Amber Anning), Finale am 3. August 2024
  - 3:09,36 min – Belgien (Alexander Doom, Helena Ponette, Jonathan Sacoor, Naomi Van Den Broeck), Finale am 3. August 2024

## Vorläufe
2. August 2024, 19:10 Uhr
Für das Finale qualifizierten sich die ersten drei Staffeln der beiden Vorläufe sowie die Staffeln mit den zwei schnellsten restlichen Zeiten.

### Vorlauf 1
| Rang | Nation             | Athleten                                                                        | Zeit (min) | Anmerkung |
| ---- | ------------------ | ------------------------------------------------------------------------------- | ---------- | --------- |
| 1    | Vereinigte Staaten | Vernon Norwood Shamier Little Bryce Deadmon Kaylyn Brown                        | 3:07,41    | Q, WR     |
| 2    | Frankreich         | Muhammad Kounta Louise Maraval Téo Andant Amandine Brossier                     | 3:10,60    | Q, NR     |
| 3    | Belgien            | Jonathan Sacoor Helena Ponette Kévin Borlée Naomi Van Den Broeck                | 3:10,74    | Q, NR     |
| 4    | Jamaika            | Reheem Hayles Junelle Bromfield Zandrion Barnes Stephenie Ann McPherson         | 3:11,06    | q, NR     |
| 5    | Polen              | Maksymilian Szwed Marika Popowicz-Drapała Karol Zalewski Justyna Święty-Ersetic | 3:11,43    | q, SB     |
| 6    | Schweiz            | Charles Devantay Giulia Senn Lionel Spitz Yasmin Giger                          | 3:12,77    | NR        |
| 7    | Kenia              | David Sanayek Kapirante Veronica Mutua Boniface Mweresa Mercy Chebet            | 3:13,13    |           |
| 8    | Bahamas            | Wendell Miller Javonya Valcourt Alonzo Russell Quincy Penn                      | 3:14,58    |           |

### Vorlauf 2
| Rang | Nation                  | Athleten                                                                  | Zeit (min) | Anmerkung |
| ---- | ----------------------- | ------------------------------------------------------------------------- | ---------- | --------- |
| 1    | Großbritannien          | Samuel Reardon Laviai Nielsen Alex Haydock-Wilson Nicole Yeargin          | 3:10,61    | Q, NR     |
| 2    | Niederlande             | Eugene Omalla Lieke Klaver Isaya Klein Ikkink Cathelijn Peeters           | 3:10,81    | Q         |
| 3    | Italien                 | Luca Sito Anna Polinari Edoardo Scotti Alice Mangione                     | 3:11,59    | Q         |
| 4    | Nigeria                 | Samuel Ogazi Ella Onojuvwevwo Ifeanyi Emmanuel Ojeli Patience Okon George | 3:11,99    | NR        |
| 5    | Irland                  | Christopher O’Donnell Sophie Becker Thomas Barr Sharlene Mawdsley         | 3:12,67    |           |
| 6    | Ukraine                 | Oleksandr Pohorilko Tetjana Melnyk Danylo Danylenko Marjana Schostak      | 3:15,51    |           |
| 7    | Deutschland             | Jean Paul Bredau Alica Schmidt Manuel Sanders Eileen Demes                | 3:15,63    |           |
| 8    | Dominikanische Republik | Erick Sánchez Milagros Durán Robert King Anabel Medina                    | 3:18,39    |           |

## Finale
3. August 2024, 20:55 Uhr
| Rang | Nation             | Athleten                                                                      | Zeit (min) | Anmerkung   |
| ---- | ------------------ | ----------------------------------------------------------------------------- | ---------- | ----------- |
| 1    | Niederlande        | Eugene Omalla Lieke Klaver Isaya Klein Ikkink Femke Bol                       | 3:07,43    | ER          |
| 2    | Vereinigte Staaten | Vernon Norwood Shamier Little Bryce Deadmon Kaylyn Brown                      | 3:07,74    |             |
| 3    | Großbritannien     | Samuel Reardon Laviai Nielsen Alex Haydock-Wilson Amber Anning                | 3:08,01    | NR          |
| 4    | Belgien            | Alexander Doom Helena Ponette Jonathan Sacoor Naomi Van Den Broeck            | 3:09,36    | NR          |
| 5    | Jamaika            | Reheem Hayles Junelle Bromfield Zandrion Barnes Stephenie Ann McPherson       | 3:11,67    |             |
| 6    | Italien            | Luca Sito Giancarla Trevisan Edoardo Scotti Alice Mangione                    | 3:11,84    |             |
| 7    | Polen              | Maksymilian Szwed Justyna Święty-Ersetic Karol Zalewski Alicja Wrona-Kutrzepa | 3:12,39    |             |
|      | Frankreich         | Muhammad Kounta Louise Maraval Fabrisio Saïdy Amandine Brossier               | DSQ        | TR17.1.2[O] |